# 青山文平
青山 文平（あおやま ぶんぺい、1948年12月3日 - ）は、日本の小説家。神奈川県横浜市出身。早稲田大学政治経済学部経済学科卒業。

## 経歴
経済関係の出版社に18年勤務した後、1992年からライターとなる。
1992年、『俺たちの水晶宮』で第18回中央公論新人賞を受賞（影山雄作名義）。その後、創作活動を休止。
2011年、青山文平名義の『白樫の樹の下で』で第18回松本清張賞を受賞し再デビュー。

## 受賞歴
太字は受賞
- 1992年 - 『俺たちの水晶宮』で第18回中央公論新人賞を受賞。
- 2011年 - 『白樫の樹の下で』で第18回松本清張賞を受賞。
- 2015年 - 『鬼はもとより』で第152回直木三十五賞候補[6]、第17回大藪春彦賞を受賞[7]。『つまをめとらば』で第6回山田風太郎賞候補[8]。
- 2016年 - 『つまをめとらば』で第154回直木三十五賞を受賞[9]、第3回高校生直木賞候補[10]。『半席』で第70回日本推理作家協会賞（長編および連作短編集部門）候補[11]。
- 2022年 - 『底惚れ』で第17回中央公論文芸賞を受賞[12]、第35回柴田錬三郎賞を受賞[13]。

## 著書
- 『俺たちの水晶宮』（1994年8月 中央公論社 ISBN 978-4-12-002346-0） - 影山雄作名義
- 『白樫の樹の下で』（2011年6月 文藝春秋 ISBN 978-4-16-380720-1 / 2013年12月 文春文庫 ISBN 978-4-16-783891-1）
- 『かけおちる』（2012年6月 文藝春秋 ISBN 978-4-16-381430-8 / 2015年3月 文春文庫 ISBN 978-4-16-790334-3）
- 『流水浮木 最後の太刀』（2013年6月 新潮社 ISBN 978-4-10-334231-1）
  - 【改題】『伊賀の残光』（2015年10月 新潮文庫 ISBN 978-4-10-120091-0）
- 『約定』（2014年8月 新潮社 ISBN 978-4-10-334232-8）
  - 【改題】『春山入り』（2017年5月 新潮文庫 ISBN 978-4-10-120092-7 / 2020年5月 埼玉福祉会 大活字本シリーズ【上・下】 ISBN 978-4-86596-349-6、ISBN 978-4-86596-350-2）
- 『鬼はもとより』（2014年9月 徳間書店 ISBN 978-4-19-863850-4 / 2017年10月 徳間文庫 ISBN 978-4-19-894265-6）
- 『つまをめとらば』（2015年7月 文藝春秋 ISBN 978-4-16-390292-0 / 2018年6月 文春文庫 ISBN 978-4-16-791080-8 / 2022年11月 埼玉福祉会 大活字本シリーズ【上・下】 ISBN 978-486596-532-2、ISBN 978-4-86596-533-9）
- 『半席』（2016年5月 新潮社 ISBN 978-4-10-334233-5 / 2018年10月 新潮文庫 ISBN 978-4-10-120093-4）
- 『励み場』（2016年8月 角川春樹事務所 ISBN 978-4-7584-1292-6 / 2018年8月 ハルキ文庫 ISBN 978-4-7584-4188-9）
- 『遠縁の女』（2017年4月 文藝春秋 ISBN 978-4-16-390622-5 / 2020年5月 文春文庫 ISBN 978-4-16-791487-5）
- 『跳ぶ男』（2019年1月 文藝春秋 ISBN 978-4-16-390950-9 / 2022年1月 文春文庫 ISBN 978-4-16-791811-8）
- 『江戸染まぬ』（2020年11月 文藝春秋 ISBN 978-4-16-391287-5 / 2023年8月 文春文庫 ISBN 978-4-16-792082-1）
- 『泳ぐ者』（2021年3月 新潮社 ISBN 978-4-10-334234-2 / 2023年9月 新潮文庫 ISBN 978-4-10-120094-1） - 『半席』の続編。
- 『底惚れ』（2021年11月 徳間書店 ISBN 978-4-19-865376-7 / 2024年5月 徳間文庫 ISBN 978-4-19-894944-0） - 『江戸染まぬ』表題作の長編化。
- 『やっと訪れた春に』（2022年7月 祥伝社 ISBN 978-4-396-63629-6）
- 『本売る日々』（2023年3月 文藝春秋 ISBN 978-4-16-391668-2）
- 『父がしたこと』（2023年12月 KADOKAWA ISBN 978-4-04-114016-1）
- 『下垣内教授の江戸』（2024年12月 講談社 ISBN 978-4-06-537729-1）